# Костек
Косте́к (кум. Кёстек) — село в Хасавюртовском районе Республики Дагестан (Россия). Является административным центром Костекского сельского поселения.В прошлом столица Костековского княжества.

## География
Село расположено к северо-востоку от города Хасавюрт.
Ближайшие сёла: на северо-востоке — Акнада и Языковка (Акаро), на северо-западе — Куруш, на юге — Чонтаул, на юго-востоке — Ново-Костек.

## История
Костек — с. Терской обл., Хасавюртовского округа. Жит. 4588. Синагога, 8 мечетей, школа, 1 питейное зав., 27 торговых и 16 промышленных. Жители — кумыки.— Энциклопедический словарь Брокгауза и Ефрона.

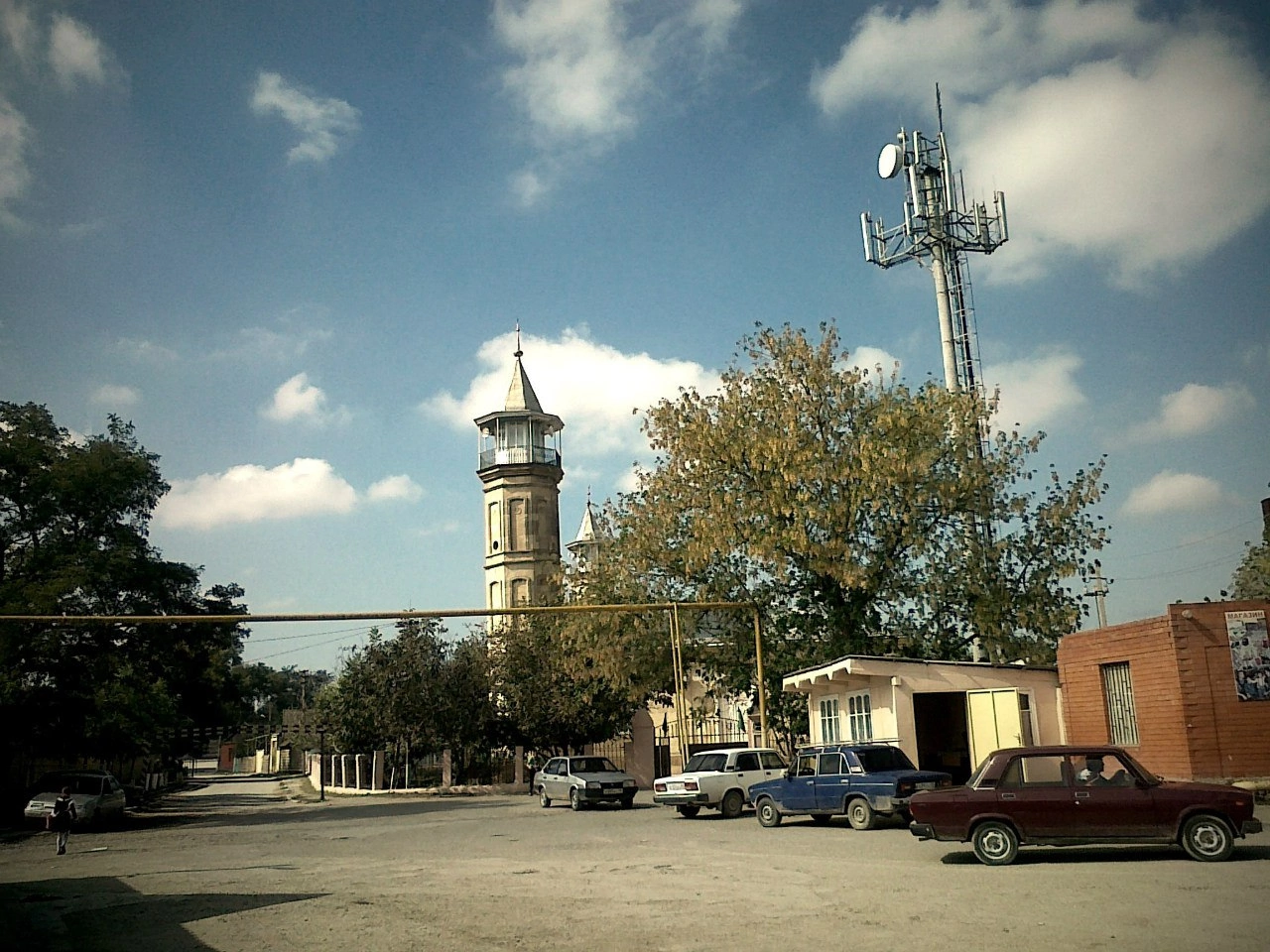
Центральная джума мечеть Костека

Костек основан, предположительно, в 60-е—70-е годы XVII века эндиреевским князем Айдемиром Хамзиным, поселившим в этих местах выходцев из Эндирея.
Костек назван городом в хронике Мухаммеда Рафи «Тарихи Дагестан», которая, по мнению А.Р. Шихсаидова, была составлена в XVI в. Это находит подтверждение в исследованиях местных краеведов, обнаруживших на старом местоположении Костека в урочище «Торкъали татавул» надгробный памятник, датируемый 1504 г. (910 г. по хиджре).
С конца XVI в. до 1732 г. село входило в состав Карагачского владения (бийлика). После ликвидации царскими войсками династии бурчебиев на территории управляемого ими Карагачского владения образовалось Костекское княжество с центром в Костеке и во главе с родом князей Хамзаевых (по-другому, Хамзиных — ветвь эндиреевского княжеского рода Айдемировых).
К началу XVIII века Костек стал крупным населённым пунктом и центром Костекского княжества. Что описывал в своем научном труде Гюльденштедт И. А.:

В полдень я достиг татарско-кумыкской деревни Костек. Она стоит у реки Койсув… Деревня лежит на открытой равнине, и в ней насчитывается приблизительно 200 жилищ, которые все на здешний манер из переплетённых прутьев, обмазаны глиной. Деревня принадлежит князю Хамурза из семьи Шамхала. Местные жители — кумыкские татары и немного армян. Основные занятия — земледелие и рыбная ловля. Здесь видны хорошие пшеницы и ещё более многочисленные рисовые поля на низких местах Койсу, из которой они затопляются… Здесь производят ещё немного хлопка для продажи, шёлк же только для собственного употребления"— Гюльденштедт И.А.. Путешествие по Кавказу в 1770-1773 гг., 1809 г. (г. Санкт-Петербург)
К середине XIX века село перестаёт быть центром княжества, и становится крупным торговым пунктом, в котором проводились еженедельные ярмарки. С 1874 года в селе открывается русская школа, в которой обучались дети богатых кумыкских семей, по окончании которой они поступали в военные училища и становились офицерами царской армии.
К началу XX века Костек — крупный населённый пункт Терской области, в котором, помимо кумыков, проживало также по несколько семей русских, немцев, евреев и чеченцев.
Броневский, описывая Костек в 1823 году, писал:

Костеки или деревня Костюковская на Койсуве заключает в себе не более 300 дворов и ещё столько же в приписных к ней деревнях. Сия небольшая волость, имеющая границы общие с Андиреевским округом отличена под особенною статьею только по причине принадлежности оной другому княжескому колену. Оным владеют семь братьев рода Алишевых. Старший из них Муртазали, прочие Устархан, Адиль, Актол, Баммат-Мурза, Омахан и Хасай, род Алишевых имеет род участок земли в Андриеевской волости, да сверх того несколько подвластных им ногайский аулов, кочующих по луговым местам. Костюковская деревня с принадлежностями поставить может не более 600 вооружённых людей. Река Койсув изоблует рыбою, в оной ловятся осетры, севрюги, лососи, карпы, жерех и прочие, в том числе попадается шамая или кизлярская сельдь. Несмотря на то, что устье сей реки, принадлежащее Шамхалу Татарскому, запирается учугами от рыбопромышленников, платящих за них откуп, андиреевские и костюковские владельцы равномерно отдают рыбные ловли свои, по выше сей же реки лежащие, армянам и российским промышленникам на откуп, и по временам получают от того изрядный доход. Рыбу, назначаемую в прок, распластав на двое, солят и провяливают на солнце, потом употребляют оную в продажу для собственного продовольствия.

Близ Костюковской деревни находятся тёплые серные воды.— Броневский С. М. Новейшие географические и исторические известия о Кавказе, 1823.

## Название
Существует несколько версий происхождения названия села. По одной из них, название происходит от собственного имени Константин: якобы на месте, где располагается село, был хутор брагунского казака по имени Константин. Со временем, в хутор стали подселяться кумыки, и казака они просто называли Костик, а затем имя преобразовалось в Костек. В некоторых русских источниках встречается вариант названия — Костюковка.
По другой версии, название происходит от словосочетания «кос тек» (кум. одинокий шалаш): якобы на месте поселения располагался шалаш, в котором жил одинокий старик. В тюркских языках слово «костек» означает преграду. В старинной кумыкской антропонимике также присутствует мужское имя Костек.

## Образование
В Хасавюртовском округе, а именно в селении Костек, в 1874 году, после 47 летней Кавказской Войны открылось первое  светское классное училище на 34 места. В последствии, было найдено небольшое количество документов, говорящих о жизни этого училища. Это были отпечатанные типографским методом квитанции, которые вручались родителям ученика за сдачу ими по одному возу дров в пользу училища.
Жители Костека до сих пор вспоминают имена первых учителей данного училища, в числе которых были Абдурагим Молла, Мусаев Абдул-Вагаб, Гусейн Апенди, Николаев, Гаджимурад Крымлы и многие другие. Их вклад в образование поселения в тот период времени был неоценим и важен.
Пример Костековской сельской общины в создании русского светского училища в свое селе был «заразительным». Вскоре Аксаевская сельская община снаряжает во Владикавказ, столицу тогдашней Терской области, куда в административное подчинение входил Хасавюртовский округ, одну делегацию за другой, добиваясь создания в селе светского заведения. Неустанные усилия аксаевцев в течение 5 лет в этом деле принесли успехи – в 1879 году было разрешено открыть в Аксае народное училище по типу Костековского.
Вслед за этим в 1881 г. в Хасавюрте было получено разрешение открыть двухклассное училище для мальчиков на 120 мест. Здесь же, в 1875 году  было создано одноклассное училище для 58 девочек. В этих училищах преподавание также велось на базе русского алфавита.
Для большого края, каким была Терская область Хасавюртовского округа, открытие указанных школ стало значительным событием. Дети местных народностей, благодаря этому, приблизились к передовой русской культуре и науке. Выросли кадры местной интеллигенции, деловых людей, уходила в прошлое вековая отсталость. Ещё более укрепилась дружба русских и дагестанцев, их взаимопонимание.
Полученные знания некоторым ученикам помогли поступить учиться в реальные училища, гимназии и затем в высшие учебные заведения в центральных областях России. Так светское образование начинало становиться достоянием многих. Оно было здесь первым шагом в науку, культуру, образование, практическую деятельность, способствовало развитию политического самосознания, зрелости общества.
1. Дореволюционный период
Первой русской сельской школой для кумыкских детей (мальчиков) на территории Терской области Хасавюртовского округа было Костекское одноклассное училище Министерства народного посвящения, основанное в 1874 г., с числом уч-ся 34 чел. Заведующим училищем был русский просвещенец Афанасьев Михаил, который составил первый русско–кумыкский словарь, включающий более 5000 слов. Афанасьев Михаил, не ограничивался учительской работой, он исследовал культуру и быт кумыков опубликовал много статей по этой теме в Терских ведомостях. Инициаторами открытия школы были Костекские беки и князья, которые  ходатайствовали  перед Российским царём.
В 1900 году одноклассное училище было преобразовано в 2х классное.  И в коллективе уже было трое учителей. Конечно, в этой начальной русской школе обучались дети зажиточных людей, дети бедняков в училище не принимались, их учил Корану сельский мулла.
2. Революционный период ( с 20. 05. 1916 г.)
Костекское 2-х классное училище с тремя отделениями на русском языке с охватом 98 уч-ся. Почетный блюститель училища Гебекаджиев Багавдин, зав. училищем – Михаил Беззубов.
1917 – 1918гг. - Официальная кумыкская школа.
1918-1919гг. Временная тюркско–арабская школа.
1918 – 1919гг - Временная тюркская школа.
1918 - 1919гг. - Официальная кумыкская школа.
1920 – 1924гг. - Кумыкская начальная школа с числом уч-ся 150 человек.
1924 – 1925 гг. - Официальная начальная школа.
1925 – 1930 гг. – Официальная кумыкская Государственная школа с числом уч-ся 160-200 чел.
С 1930 до 1957 года – семилетняя школа, а с 1957 года – средняя общеобразовательная школа.
В 2002 году была присвоено имя Бакиева Бакия Шахсолтановича.

## Торговля
В Северном Дагестане одним из известных  торговых центров был Костек. «Оное место в рассуждении земледелия и скота весьма изобильно, сверх того находится в нём весьма выгодная рыбная ловля, почему и жители ведут здесь жизнь весьма благополучную» — сообщал о Костеке Я. Рейнегс. Нужно сказать, что Костек в торговом отношении уступал Аксаю и Эндирею но, судя по архивным источникам, играл большую роль в осуществлении торгово-экономических отношений не только народов Северного Кавказа между собой, но и с Россией. Здесь имелись лавки кизлярских армян, комиссионеры крупных русских предпринимателей скупали хлопок, марену, поставляя сюда «потребные вещи». Выше отмечалось, что основным сырьевым товаром, вывозимым из Дагестана, в частности из Засулакской Кумыкии, был корень дикорастущей марены. Нужно сказать, что объём поставок этого сырья для производства ценного красителя (крап) для текстильной промышленности России с каждым годом возрастал. Так, в 1768 году через Кизлярскую таможню из Эндирея было вывезено 75,5 харала марены (1132 пуд), в 1772 году — 161,5 харала и 51 мешок или 2415 пудов, и только за вторую половину 1790 года из Эндирея, Аксая, Костека, Тарков и Башлы было вывезено вместе 3212 пуд. марены на сумму 9636р. Таким образом, в XVIII в. на развитие экономики Северного Кавказа оказывали влияние такие центры внутренней и внешней торговли Дагестана, как Тарки, Аксай, Эндирей, Костек, что отвечало жизненным интересам как России, так и региона.
Также известно, что в начале XIX века жители таких сел, как Эндирей, Аксай, Костек, в том числе и ногайцы продавали в Кизляре строительный лес, сыр, рыбопродукты, сорочинское пшено и др.

#### Торговые отношения с Кизляром
Не менее развита была торговля Кизляра и с селением Костек, расположенным на левом берегу реки Койсув. Архивные документы, в частности рапорты с Каргинского форпоста, через который проезжали едущие из Костека в Кизляр купцы, дают представление о товарах, привозимых ими. Так, в рапорте от 4 ноября 1761 года говорится, что кизлярский купец Назар Артемьев привёз из Костека «…муки пшеничной два чувала (мешка), проса три чувала, куреги один чувал, посуды глиняной один чечень». В другом рапорте с того же форпоста от 14 февраля 1763 года говорится, что кизлярский «тезик» Баба Исмаилов привёз из Костека «шелку-сырцу два полутайка (тай- мешок, тюк), разного разбитного товару шелкового и бумажного один полутаек, один узел и трое переметные сумы, да в четырёх малых мешках миндальных орехов пшена сорочинского».

Нам кажется, что в свете приведённых, пусть и немногочисленных фактов нельзя согласиться с утверждением Н. П. Гриценко о том, что «костековцы устанавливают торговые связи с Кизляром в последней четверти XVIII века» Мы полагаем, что они возникли гораздо раньше и уже в 50—60-х годах стали постоянными.— Институт истории, языка и литературы им. Цадасы, 1965.
 Не все товары, привозимые из Эндирея, Аксая и Костека, производились в этих селениях. Они служили и своего рода транзитными пунктами в торговле жителей нагорного Дагестана и Закавказья с Кизляром и Астраханью. Именно это и вызывало беспокойство царских властей, опасавшихся, что купленные в Кизляре товары беспошлинно будут провозиться через эти селения, находящиеся в российском подданстве, в Дагестан и далее в Закавказье и Иран. Поэтому, вопреки указам о невзимании пошлин с российских подданных, царская администрация требовала уплаты пошлин с эндиреевцев, аксаевцев и костековцев, что, естественно, вызывало неоднократные жалобы с их стороны. Ещё в 1755 году костековский воевода Алиш Хамзин и аксайский князь Каплан-Гирей Ахматханов писали кизлярскому коменданту, что они вместе со своими подвластными являются подданными России, «а когда же их подвластные, приезжая в Кизляр покупают лошадей, быков, баранов и прочее, то с них требуют пошлины и чрез то они против россиян несут обиду…»
Об этом же писали кизлярскому коменданту два года спустя эндиреевцы, жалуясь, что их с «их с российской стороны с верноподданными не равняют, что с ними во взятье пошлин как с чужестранным народом поступают, чем их совсем отгоняют». Царская администрация пыталась оправдать свои действия ссылками на то, что и сами кумыкские владетели взимают пошлины с российских купцов, проезжающих через их владения, и более того — отдают сбор пошлин на откуп. Так, в 60-х годах XVIII века кизлярский купец Мелкум Давыдов держал пошлинный откуп в Костековском владении, за который платил 70 рублей. Однако, не желая озлоблять кумыкских владетелей, кизлярская таможня часто отпускала им товары без взятия пошлин. Также неоднократно обходила она и указ, запрещающий прогон лошадей и скота как в кумыкские селения, так и за границу, то есть в Дагестан и прочие кавказские владения. Указ этот, изданный во время приближения войск Надир-шаха к здешним границам, был отменён лишь в 1762 году. Но сама жизнь заставила государственную коллегию иностранных дел ещё в 1747 году, то есть задолго до запрета, издать распоряжение, по которому разрешалось покупать лошадей тем из подданных (в том числе и кумыкам), «…которые к российской стороне доброхотными» являются". Из всего сказанного можно сделать вывод, что торговые отношения между Эндиреевским, Аксайским и Костековским владениями и Кизляром во II половине XVIII в. становятся более прочными и широкими. Владения поставляли в Кизляр пшеничную муку, просо, фрукты, орехи, шёлк-сырец, который, по утверждению знатоков из кизлярских купцов, был не хуже кизлярского и дешевле его, шёлковые ткани, ремесленные изделия и марену.

#### Рыболовство
Река Койсув, на которой располагается селение Костек, по данным многих историков изобиловало рыбой. Гильденштедт в конце XVIII века писал, что в реке водятся осетры, севрюги, сомы, карпы и жерех (или нос), но лососи, которые попадались в Тереке, сюда не поднимаются. Но чуть позже, в начале XIX века Семён Броневский, описывая Койсув, упоминает вместе с вышеперечисленными лососей и шамаю (кизлярскую сельдь).

## Население
К концу XVIII века село насчитывало около 200 домов из обмазанных глиной прутьев.
Известно, что в XIX веке Костек расширялся быстро. Д. С. Кидирниязов в своей книге «Взаимоотношения ногайцев с народами Северного Кавказа и Россией в XVI—XIX вв.» пишет: «Быстро разрасталось и с. Костек. Если в 1804 году в нём насчитывалось до 300 дворов, то в 1812 году уже 650».

Согласно описанию XIX века: 
«Преобладающую часть жителей селения Костек составляют кумыки, кроме них здесь живут горские евреи, казикумыки (тавлины), татары (ногаи), персияне. Местность, где расположен аул, называется Кумыкской плоскостью. Далее Чинт-аула в горы живут казикумыки (тавлинцы). 
Тавлин считают дармоедами, потому что то большею частью занимаются по аулу нищенством и работать не хотят, хотя им постоянно предлагают работу.
В 1840 году население Костека составляло 2800 человек.
По некоторым данным в конце XIX века Костек насчитывал 742 двора и 2300 жителей.
В квартале Терекемеаул проживают этнически слившиеся с кумыками — терекеменцы, являющиеся также одной из этнографических групп азербайджанцев.
| 1889 | 1914  | 1926  | 1939  | 1970  | 1989  | 2002  | 2010  | 2021  |
| ---- | ----- | ----- | ----- | ----- | ----- | ----- | ----- | ----- |
| 4107 | ↘3446 | ↘2453 | ↘1831 | ↗2739 | ↗3124 | ↗3864 | ↗4551 | ↗6394 |

Национальный состав
По данным Всесоюзной переписи населения 1926 года:
| № | Национальность    | Численность, чел. | Доля |
| - | ----------------- | ----------------- | ---- |
| 1 | кумыки            | 2164              | 88 % |
| 2 | европейские евреи | 114               | 5 %  |
| 3 | аварцы            | 49                | 2 %  |
| 4 | чеченцы           | 37                | 2 %  |
| 5 | персы             | 28                | 1 %  |
| 6 | русские           | 16                | 1 %  |
| 7 | другие            | 45                | 2 %  |

По данным Всероссийской переписи населения 2021 года:
| №        | Национальность | Численность, чел. | Доля    |
| -------- | -------------- | ----------------- | ------- |
| 1        | кумыки         | 6 282             | 98,24 % |
| 1.000001 | прочие         | 112               | 1,75 %  |
| 1.000002 | всего          | 6 394             | 100 %   |

## Интересные факты
1. В начале XX века в Костеке труд имама оплачивался в 100 р.[27]
2. Джума-мечеть села, построенная в 1880-83 годах на средства местного бека, была на тот момент самой большой на Северном Кавказе и имела такие архитектурные отличия, как отсутствие подпорок внутри мечети.[28]
3. В XX веке в Костеке жила женщина, которая занималась лечением больных. Осуществляла она его якобы с помощью регулярно приходившей к ней девушки-джина. Этот дар она получила после того, как сама перенесла тяжёлое заболевание. (Записано со слов А.Х 1898 г. р. и У. С 1906 г. р., уроженок с. Костек Хасавюртовского района.)[29]